# Dunstan Vella
Dunstan Vella, né le 27 avril 1996, est un footballeur international maltais. Il joue au poste de milieu de terrain pour le club de Floriana FC.

## Biographie

### En club
Vella commence à jouer au football dans l'équipe de jeunes des Hibernians,. Il fait ses débuts en équipe première le 24 avril 2014 lors du match contre Sliema Wanderers (1-3), remplaçant Bjorn Kristensen à la 87e minute. 
Le 27 juin 2017, il fait ses débuts en compétitions européennes face à Infonet (2-0), lors d'un match préliminaire pour accéder au premier tour de qualification de l'UEFA Champions League, remplaçant Jackson Lima à la 94e minute.
Le 3 mai 2023, après dix ans passés au Hibernians FC, Vella signe au Floriana FC.

### En sélection nationale
Après avoir joué pour l'équipe nationale de football des moins de 17 ans, des moins de 19 ans et des moins de 21 ans de Malte, il fait ses débuts dans l'équipe nationale de football de Malte le 1er juin 2018. 
Sa première sélection est contre la Géorgie en amical, entrant en cours de jeu à la 84e minute à la place de Roderick Briffa. Malgré cela, la Géorgie gagne 1-0 grâce au but de Guram Kashia.

## Palmarès
Hibernians FC (5)
- Championnat de Malte (3)
  - Champion : 2015, 2017 et 2022
  - Vice-champion : 2016, 2019 et 2021
- Coupe de Malte
  - Finaliste : 2015

- Supercoupe de Malte (2)
  - Champion : 2015 et 2022
  - Finaliste : 2017